# Janez Mejač (tiskar)
Janez Mejač, slovenski dobrovoljec v bosansko-hercegovskem uporu 1875.
Bil je črkostavec v Blasnikovi tiskarni in odtod je odrinil preko Zagreba v Sisek, od koder je nadaljeval pot v Dubico ob bosanski meji, prekoračil nato Uno in stopil v boj proti Turkom, v katerem pa je bil ranjen v glavo in ujet. Turki so ga najprej odpeljali v Bihač, potem pa v Sarajevo, kjer je v turški ječi zblaznel.